# Black & White (videohra)
Black & White ([blæk ənd waɪt]IPA; česky Černá a bílá) je božská videohra (god video game), kombinující prvky strategie, simulátoru a bojové hry; vyvinuli ji v Lionhead Studios pod vedením zakladatele Petera Molyneuxe. Černou a bílou vydali po několika odkladech; Electronic Arts pro Microsoft Windows tak učinili roku 2001, Feral Interactive pro macOS v roce 2002.
Později se dočkala rozšíření Black & White: Creature Isle; jejím nástupcem je Black & White 2.

## Hra
Odehrává se ve světě jménem Eden (Ráj), kde lidé bojují v konfliktu, rozpoutaném bohy. Hráč se ujímá role jednoho z bohů; ten byl v dětském věku zachráněn vesničany z mořské hlubiny. Lidé jej uctívají a zasvěcují mu chrámy. Bůh svému lidu vládne s laskavostí či přísností – po dobrém, nebo po zlém; způsob hry ovlivňuje nazírání na hráče (odtud název Černá a bílá). Čím je uctívání masovější, tím více má bůh energie (many) k vyvolání kouzel, užitečných pro souboje s ostatními bohy, z nichž hlavním rivalem je Nemesis – final boss.

## Přijetí
Kritika přijala hru s „všeobecným uznáním“ (zdroj: agregátor videoherních recenzí Metacritic). Dobře hodnocena byla zejména grafika, hratelnost a umělá inteligence. Do roku 2006 se prodalo dva a půl milionu kopií pro PC. Americký NPD Techworld zařadil Black & White na 11. místo prodejů za rok 2001. Od Asociace vydavatelů zábavního a volnočasového softwaru (ELSPA) získala prodejní ocenění »Platinum«, tj. prodej nejméně 300 000 kopií ve Spojeném království.
- Mikoláš Tuček, Score  95 %[11]